# Gara a handicap
La gara a handicap (abbreviata in PR, dall'inglese penality race) è una formula di gara della combinata nordica introdotta a partire dalla Coppa del Mondo 2012.
In queste gare ai combinatisti nordici vengono assegnate delle penalità, a seconda delle prestazioni da loro realizzate nella prova di salto e dipendenti unicamente dalla misura ottenuta, senza tener conto dei punteggi attribuiti dai giudici o di eventuali compensazioni dovute al fattore vento. L'handicap consiste nel dover effettuare uno o più giri di pista come penalizzazione, fino a un massimo di quattro, nella prova di fondo con partenza in linea, aumentando in tal modo la distanza complessiva che l'atleta deve percorrere. Ai combinatisti che superano una misura minima non è imposto alcun aggravio.
La prima gara a handicap disputata in Coppa del Mondo fu quella del 4 dicembre 2011 a Lillehammer, in Norvegia, vinta dal tedesco Eric Frenzel davanti al francese Jason Lamy-Chappuis e all'altro tedesco Björn Kircheisen.